# Technomyrmex schimmeri
Technomyrmex schimmeri är en myrart som beskrevs av Hugo Viehmeyer 1916. Technomyrmex schimmeri ingår i släktet Technomyrmex och familjen myror.

## Underarter
Arten delas in i följande underarter:
- T. s. obscurior
- T. s. schimmeri